# Florence Fuller
Pour les articles homonymes, voir Fuller.
 (10 mars 2023).
Florence Ada Fuller est une peintre australienne d’origine sud-africaine, née à Port Elizabeth en 1867 et morte le 17 juillet 1946 à Gladesville (Nouvelle-Galles du Sud).

## Biographie
Florence Fuller est une enfant quand sa famille s’installe à Melbourne. Elle s’exerce avec son oncle le peintre Robert Hawker Dowling et l’enseignante Jane Sutherland ; elle suit des cours à la National Gallery of Victoria Art School, devenant une artiste professionnelle à la fin des années 1880.
En 1892 elle quitte l’Australie, partant d’abord pour l’Afrique du Sud, où elle rencontre Cecil Rhodes et peint pour lui. Puis elle se rend en Europe où elle passera les décennies suivantes, hormis en 1899 quand elle va peindre un portrait pour Rhodes en Afrique du Sud. Entre 1895 et 1904, ses œuvres sont exposées au Salon de Paris et à l’Académie royale de Londres.
En 1904, Fuller retourne en Australie, elle vit à Perth. Elle devient active dans la Société théosophique et peint quelques-unes de ses œuvres les plus célèbres, parmi lesquelles A Golden Hour, décrite par la National Gallery of Australia comme un « chef-d’œuvre » quand elle acquiert le tableau en 2013. À partir de 1908, Fuller voyage beaucoup, vivant en Inde et en Angleterre avant de s’établir à Sydney. Elle y enseigne le dessin à la School of Fine and Applied Arts, établie en 1920 par la Société des femmes peintres de Nouvelle-Galles du Sud. Elle meurt le 17 juillet 1946 à Gladesville, en Nouvelle-Galles du Sud.
Très estimée durant sa carrière en tant que portraitiste et paysagiste, dès 1914, Florence Fuller était représentée par quatre galeries nationales – trois en Australie et une en Afrique du Sud –, un record pour une peintre australienne d’alors. En 1927 elle est internée dans un hôpital psychiatrique pendant près de vingt ans et sa mort passera inaperçue. Après son décès, son œuvre sera souvent omise des ouvrages de référence et son œuvre était peu connue bien que plusieurs de ses tableaux figurent dans des collections d’art, parmi lesquels le musée national d'Australie-Méridionale, l'Art Gallery of Western Australia, la Galerie nationale d'Australie, la National Gallery of Victoria et la National Portrait Gallery of Australia.

## Premières années et carrière
Florence Fuller est née en 1867 à Port Elizabeth, en Afrique du Sud (alors la colonie du Cap), fille de Louisa et John Hobson Fuller. Elle a de nombreux frères et sœurs parmi lesquels Amy et Christie, qui toutes deux deviendront chanteuses.
Sa famille émigre à Melbourne quand Florence est encore une enfant. Elle travaille comme gouvernante tout en étudiant l’art, elle prend d’abord des cours à la National Gallery of Victoria Art School en 1883, puis pour une période plus longue en 1888. Durant cette période, elle est une étudiante de Jane Sutherland.
L’oncle de Fuller Robert Hawker Dowling est un peintre portraitiste qui peint des sujets orientalisants et des Aborigènes ainsi que des portraits et des miniatures. Né en Grande-Bretagne, il avait grandi en Tasmanie où il s’est fait connaître en tant que peintre portraitiste avant de retourner en Grande-Bretagne à l’âge de 30 ans. Pendant les deux décennies suivantes, ses œuvres sont souvent accrochées à la Royal Academy. Il revient en Australie en 1885 et Fuller devient son élève. La même année, Fuller, à l’âge de 18 ans, reçoit une commande de la philanthrope Ann Fraser Bon, qui défendait les droits des Aborigènes de l’État de Victoria. La commande était pour Barak – dernier chef de la tribu Yarra Yarra, un portrait à l’huile du chef aborigène William Barak. Ce tableau sera acquis par la Bibliothèque de l’État de Victoria.

## Galerie photographique

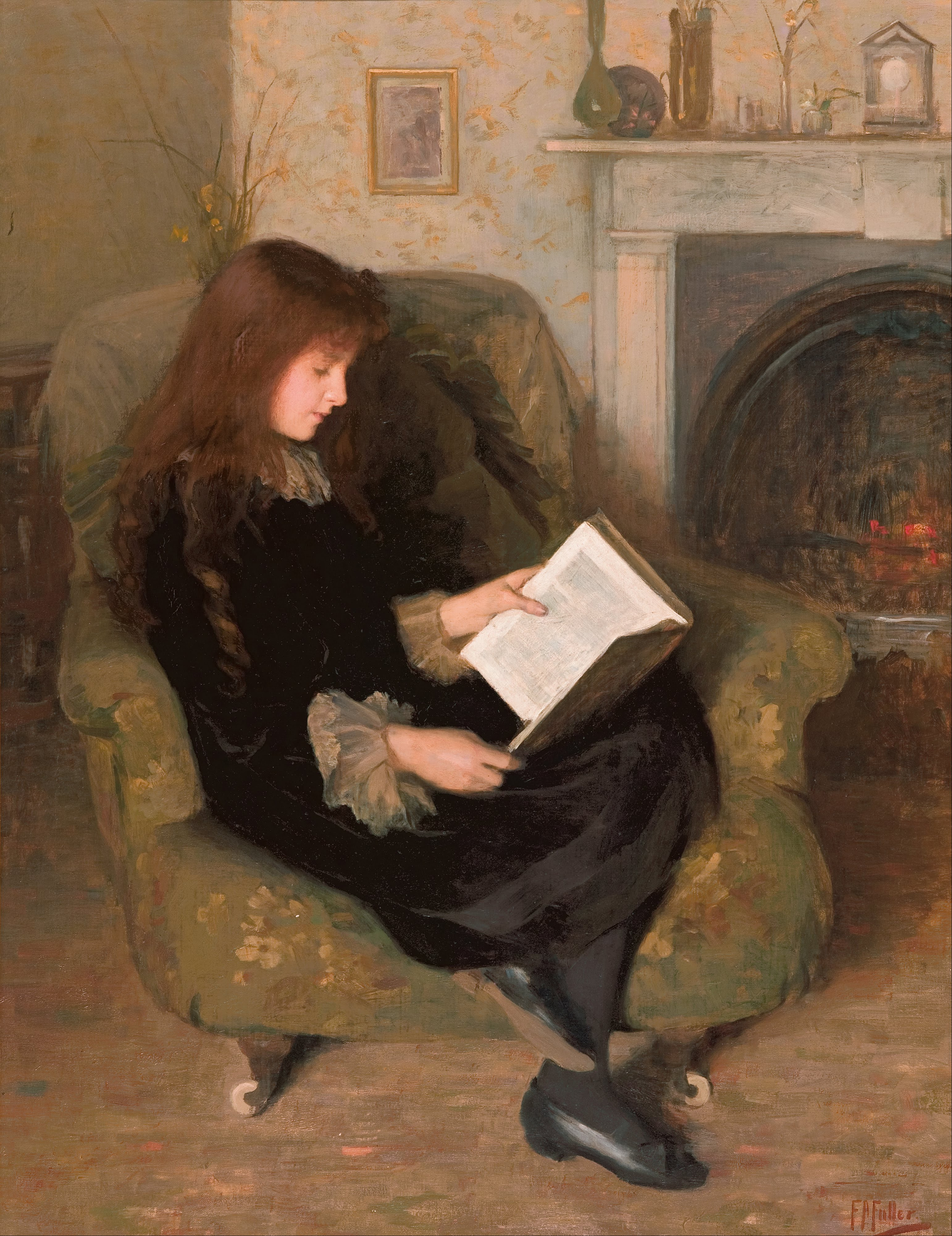
Inseparables (c. 1900)
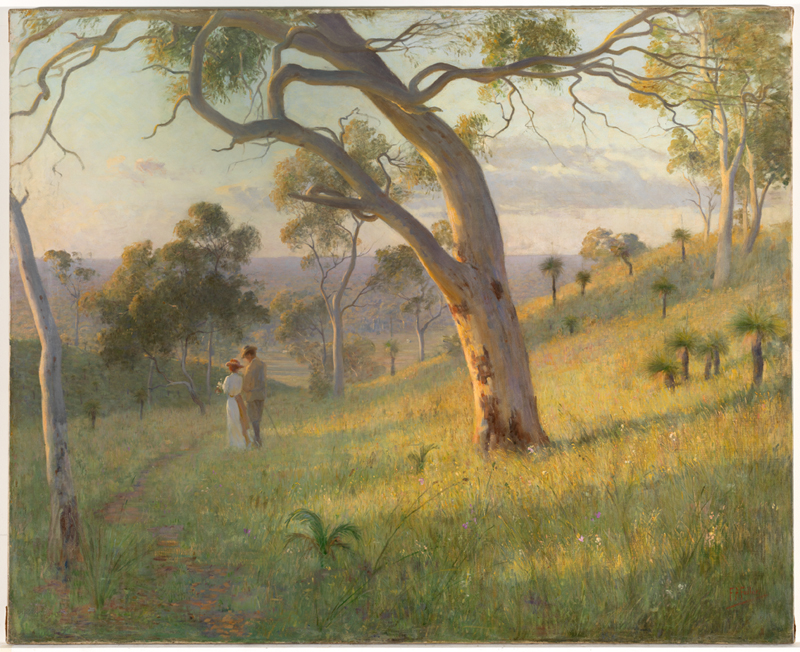
Golden Hour
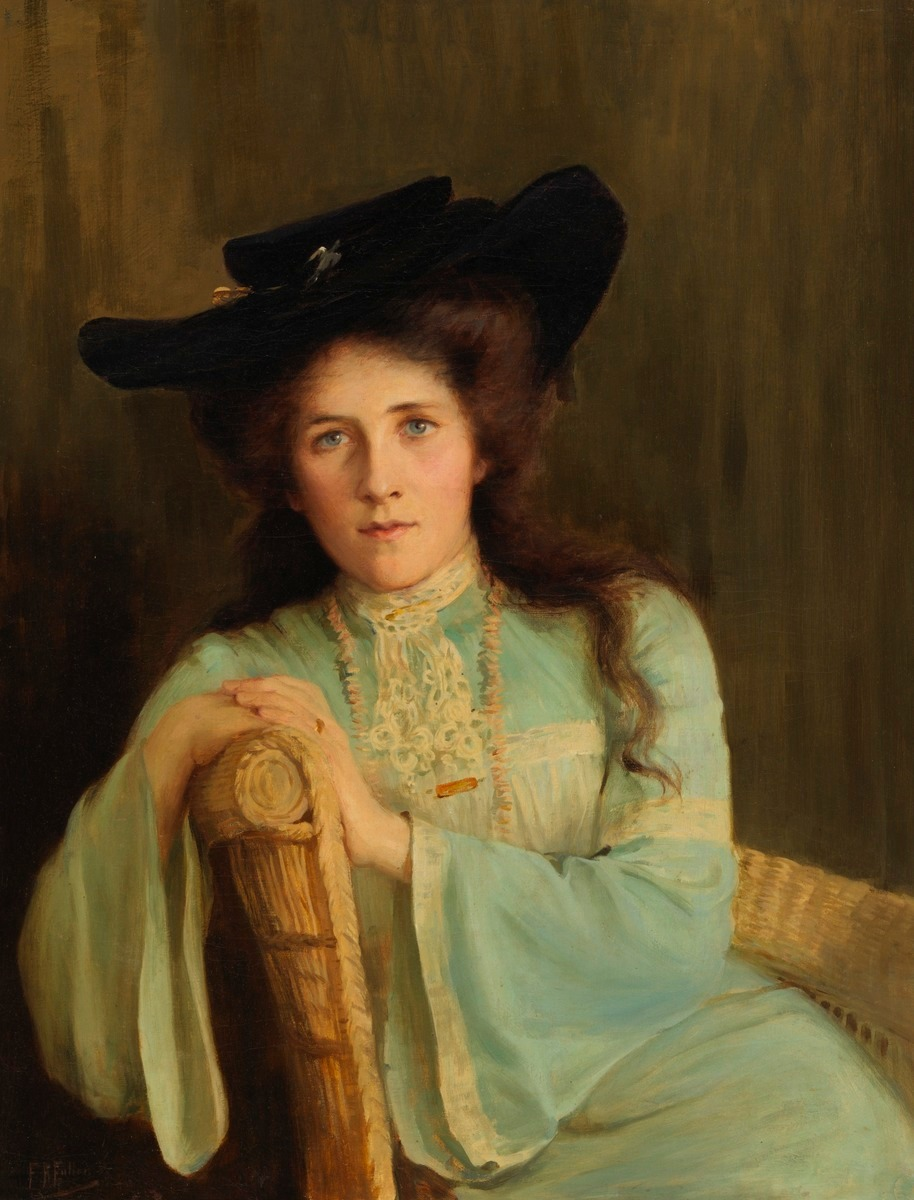
Portrait de Deborah Vernon Hackett (c. 1908)